# Бог грому
У багатьох політеїстичних релігіях присутній бог грому — джерело або уособлення грізних природних сил (в першу чергу грому і блискавки). Образ цих богів сильно варіюється в різних культурах. Наприклад, в індоєвропейських народах бог грому нерідко виступає головним богом, повелителем всіх інших богів (Зевс у грецькій міфології та Юпітер, багато рис якого запозичила в Зевса римська міфологія; Індра в індуїзмі; Перун в слов'ян) або перебуває у близьких, часто родинних, стосунках з повелителем, наприклад Тор, син царя богів Одіна.

## Список богів грому
- Тешуб (хуритська міфологія)

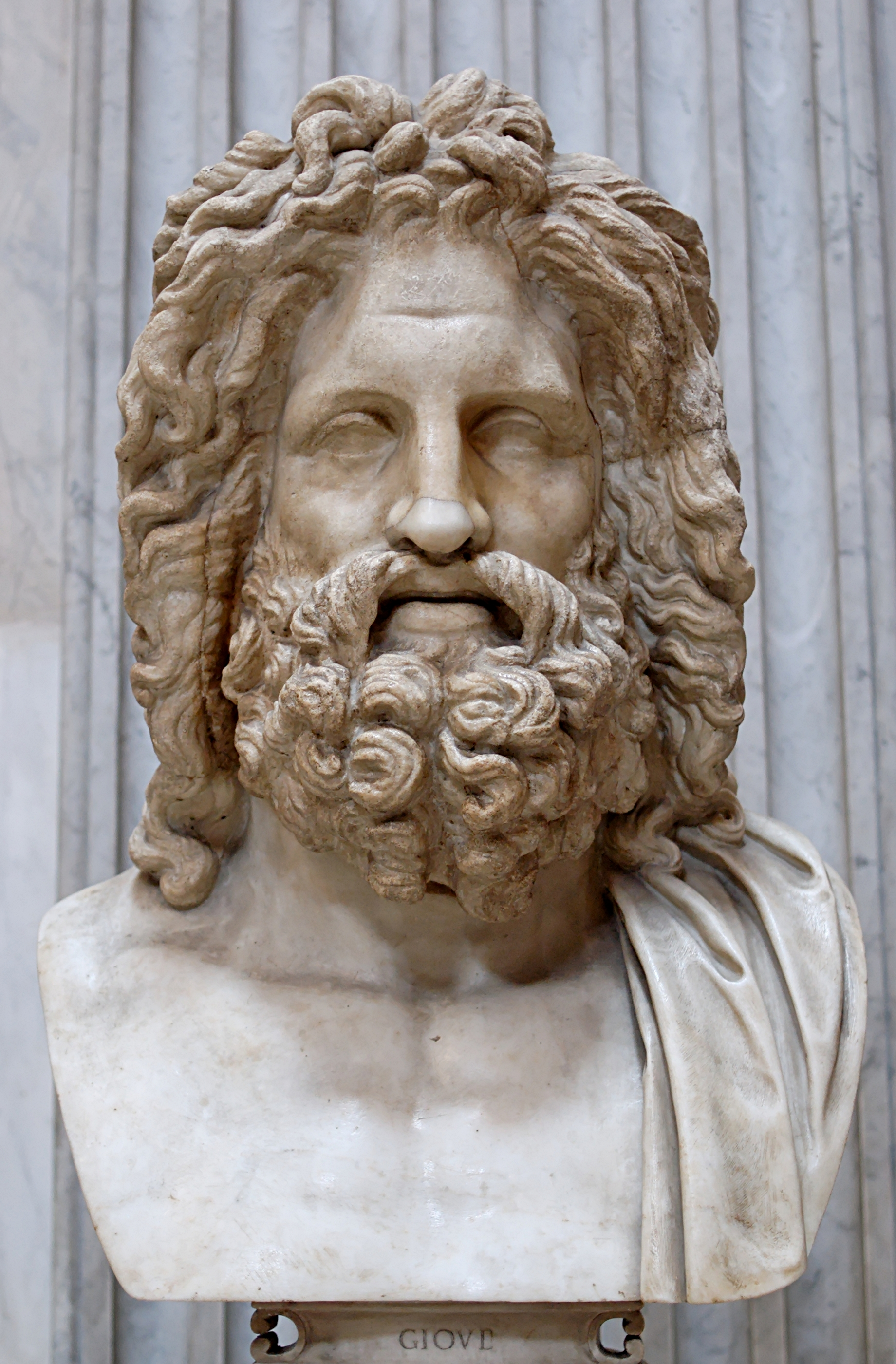
Статуя Зевса

- Адад, Хадад; Мардук (Месопотамія: Вавилон, Ассирія)
- Бронт; Зевс (грецька міфологія)
- Суман; Юпітер (римська міфологія)
- Тараніс (кельтська міфологія)
- Перкунас (балтійська міфологія)
- Гебелейзіс[ru] (міфологія даків)
- Укко[en] або Перкеле (фінська міфологія)
- Індра, Парджанйа (індуїзм)
- Лей Гун[en] (китайська міфологія)
- Райдзін; Сусаноо (японська міфологія)
- Громовий Птах (індіанська міфологія)
- Тлалок (міфологія ацтеків)
- Чак (міфологія мая)
- Косіхо[en] (міфологія сапотеків)
- Сет (єгипетська міфологія)
- Шанго (міфологія йоруба)
- Мамараган[ru] (міфологія австралійських аборигенів)
- Фаїітірі[en] (міфологія маорі)